# Cherry Pie (canción)
"Cherry Pie" es una canción de la banda de hard rock estadounidense Warrant.

## Lanzamiento
Fue lanzada en septiembre de 1990 como el principal sencillo del álbum Cherry Pie. La canción fue un éxito instantáneo, posicionándose en el número 19 en las listas de Mainstream Rock. Al igual que la canción, el video logró bastante repercusión, especialmente en la cadena televisiva MTV, donde se transmitía frecuentemente. Bobbie Brown, la modelo que aparece en dicho video, estuvo casada con el vocalista Jani Lane entre 1991 y 1995.